# فلوريان هيكر
فلوريان هيكر (بالألمانية: Florian Hecker)‏ هو ملحن نمساوي، ولد في 1975 في آوغسبورغ في ألمانيا.

## وصلات خارجية
- الموقع الرسمي
- فلوريان هيكر على موقع IMDb (الإنجليزية)
- فلوريان هيكر على موقع ميوزك برينز (الإنجليزية)
- فلوريان هيكر على موقع ميوزك برينز (الإنجليزية)
- فلوريان هيكر على موقع ديسكوغز (الإنجليزية)